# Break Me Shake Me
"Break Me Shake Me" és el quart senzill de l'àlbum de debut i epònim de Savage Garden.
La cançó fou escrita i produïda pel mateix grup i publicada el 16 de juny de 1997 exclusivament a Austràlia i Nova Zelanda. Un any després es va llançar a alguns països europeus i al Japó. Només va tenir cert èxit al seu país, on va arribar a la setena posició. Savage Garden va editar dos videoclips per la cançó, el primer fou realitzat pel mercat australià i apareixia el grup interpretava la cançó en una habitació petita mentre les parets s'anaven acostant. El segon, dirigit per Adolfo Doring, es va realitzar pel públic europeu i es mostrava els dos membres de Savage Garden conduint un cotxe, tocant en un concert en un desert i també material fotogràfic de la seva gira Future of Earthly Delites.

## Llista de cançons

### Austràlia
Estàndard
1. "Break Me Shake Me" – 3:23
2. "I'll Bet He Was Cool" – 4:39
3. "Break Me Shake Me" (versió acústica) – 3:26

Edició limitada
1. "Break Me Shake Me" – 3:23
2. "I'll Bet He Was Cool" – 4:39
3. "Break Me Shake Me" (versió acústica) – 3:26
4. "To the Moon and Back" (Hani's Num Radio Edit) – 3:58
5. "To the Moon and Back" (Hani's Num Dub) – 5:17
6. "To the Moon and Back" (Escape Into Hyperspace Mix) – 4:38

### Europa
CD senzill
1. "Break Me Shake Me" – 3:23
2. "Break Me Shake Me" (versió acústica) – 3:26

Maxi-CD
1. "Break Me Shake Me" – 3:23
2. "Break Me Shake Me" (versió acústica) – 3:26
3. "Break Me Shake Me" (Remix) – 4:18
4. "I Want You" (versió acústica) – 2:47

### Japó
1. "Break Me Shake Me" – 3:23
2. "Tears of Pearls" (Tears on the Dancefloor Mix)
3. "Carry on Dancing" (Ultra Violet Mix)
4. "To the Moon and Back" (versió acústica)
5. "Break Me Shake Me" (Broken Mix)